# Etxebarria (Biscaye)
Pour les articles homonymes, voir Etxebarria.
Etxebarria en basque ou Echevarría en espagnol est une commune de Biscaye dans la communauté autonome du Pays basque en Espagne.
Le nom officiel de la ville est Etxebarria.

## Toponymie
Le nom complet de l'ancienne elizate était San Andres de Echevarría. Les nombreuses elizates biscaïennes incluaient généralement dans leur nom celui de l'invocation religieuse de sa paroisse. Dans ce cas la paroisse d'Etxevarria est consacrée à l'apôtre Saint André. En outre dans le cas d'Etxebarria, il y avait deux autres elizates homonymes en Biscaye dont il devait être distingué : San Agustín Echevarría et de San Esteban d'Echévarri.
La signification étymologique d'Etxevarria est obscure. Il provient de l'expression la maison nouvelle en dialecte biscayen (basque) (etxe, (maison) et barria, (nouvelle) et est un les toponymes et des noms de famille basques des plus communs. Il existe diverses variantes de ce dernier. Ce qui n'est pas certain est pourquoi que le village a reçu ce nom. On croit que la paroisse de San Andres a été fondée à la fin du XIVe siècle, en créant le village autour d'elle. Il s'agirait par conséquent d'un village de fondation tardive, en ce qui concerne ceux de son voisinage, ce qui expliquerait ce nom.
Le nom de la municipalité a été transcrit d'une demi-douzaine de manières différentes. Selon l'INE, dans le recensement de 1842, il figure comme Echevarria, dans les recensements de 1857 et 1860, il apparaît avec son ancien nom de San Andres de Echevarría, dans les recensements de 1877 et 1887 il apparaît à nouveau comme Echevarria, dans le recensement de 1897 il est mentionné comme Echebarría, dénomination qu'elle conservera jusqu'au recensement de 1940, quand elle apparaîtra comme Echevarría. Cette dernière considère généralement comme la dénomination formelle de la commune en castillan bien qu'elle se soit appelée de diverses manières.
La dénomination formelle en basque, Etxebarria, est une adaptation des variantes Echevarría/Echebarría à l'orthographe contemporaine de la langue basque et se prononce de la même façon qu'en castillan. On peut aussi appeler, en basque, la population Etxebarri, puisque le a final est un article et peut être perdu dans les toponymes descriptifs de ce type. La dénomination officielle est Etxebarria (avec un a à fin) pour distinguer cette population de la population homonyme d'Etxebarri, située aussi en Biscaye, et qui s'écrit toujours sans le a final. Actuellement Etxebarria est la seule dénomination officielle de la commune depuis qu'elle est adoptée par la mairie en 1988. C'est aussi la façon la plus habituelle de nommer la population, même dans des textes en castillan.

## Quartiers
La commune est composée des quartiers suivants (Dates de population de 2007 selon l'INE) :
- Altzaa - 175 habitants.
- Aulesti - 47 habitants.
- Galartza (Etxebarria) - 134 habitants.
- Erbera/San Andres - 398 habitants.
- Unamuntzaga - 69 habitants.

Rien que dans le quartier d'Erbera/San Andres, se concentrent presque 50 % de la population et a un certain caractère urbain, puisque les autres quartiers sont des groupements de fermes et maisons plus ou moins dispersées.
Erbera ou San Andres est le noyau urbain et le principal quartier de la commune. Il est situé autour de l'église paroissiale de San Andres (l'un des noms par lequel est connu ce quartier) et dans la partie inférieure de la commune, dans la vallée de la rivière Urko, d'où son nom d'Erbera (herri (ville) et bera (basse), la partie inférieure du village). Habituellement, et par les étrangers, ce quartier est appelé Etxebarria, c'est-à-dire qu'on lui donne le nom de la commune complète.

## Patrimoine

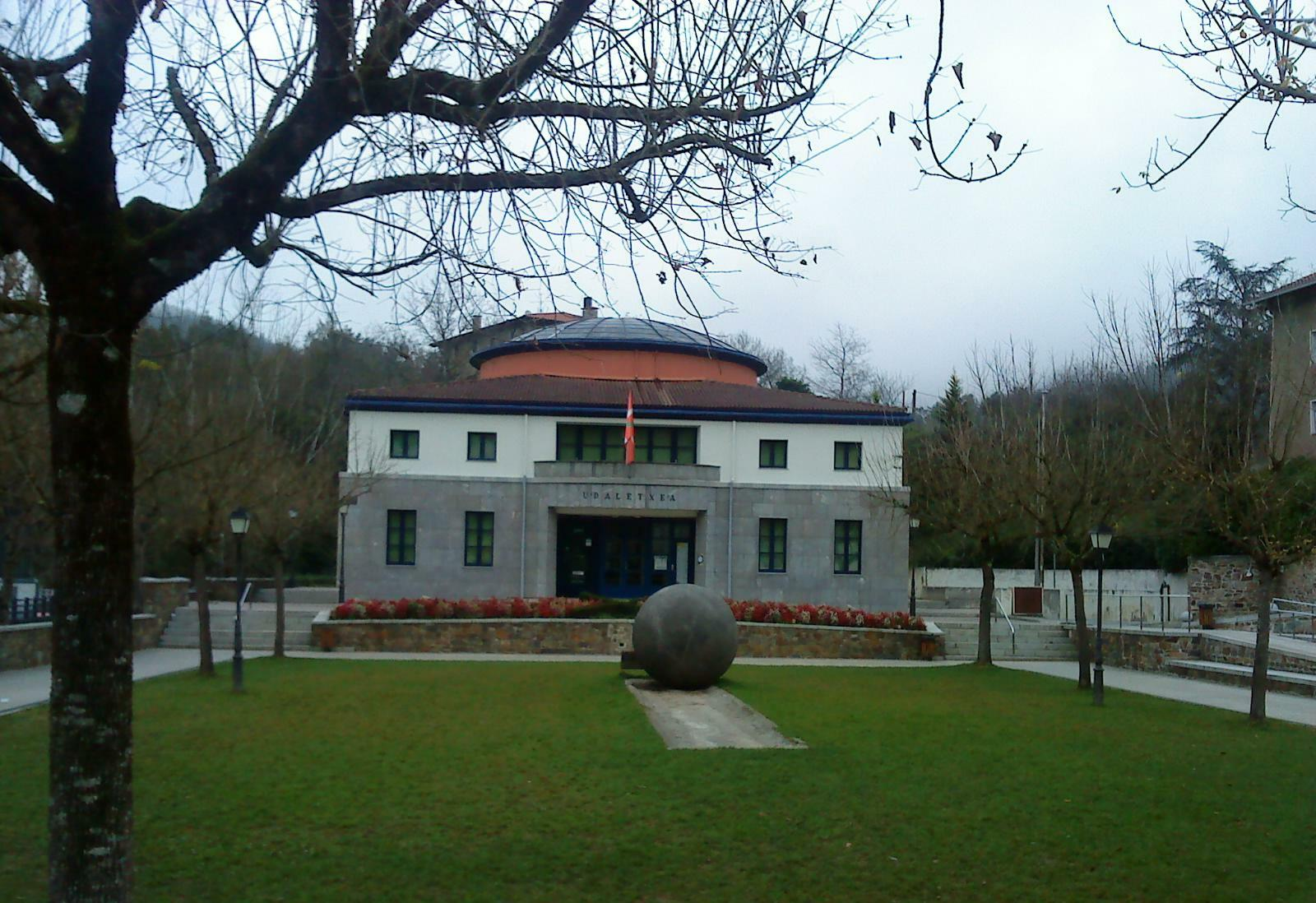
Mairie d'Etxebarria

### Sources
- (es) Cet article est partiellement ou en totalité issu de l’article de Wikipédia en espagnol intitulé « Echevarría (Vizcaya) » (voir la liste des auteurs).